# Bannière d'Arun
Pour les articles homonymes, voir Arun.
La bannière d'Arun (阿荣旗 ; pinyin : Āróng Qí) est une subdivision administrative de la région autonome de Mongolie-Intérieure en Chine. Elle est placée sous la juridiction de la ville-préfecture de Hulunbuir.

## Démographie
La population de la bannière était de 341 017 habitants en 1999.